# Eduard-Rosenthal-Straße 41
Das Haus Eduard-Rosenthal-Straße 41 ist ein denkmalgeschütztes Mietshaus in der Nordvorstadt von Weimar. Zur Erbauungszeit hieß die Straße Harthstraße.
Das dreigeschossige Gebäude mit einem verschieferten gaubenbesetzten Mansarddach wurde 1888/89 von dem Baugewerkenmeister Hugo Kögler nach eigenem Entwurf errichtet. Es entspricht der typischen Mietshausarchitektur des späten 19. Jahrhunderts und ist dem Historismus zuzurechnen. Die Fassaden sind im Stile der Neorenaissance gestaltet und gegliedert. Es befindet sich städtebaulich in exponierter Lage an der Mündung der Schlachthofstraße. Es ist weitgehend im bauzeitlichen Zustand erhalten. Das gilt auch für seine Innenausstattung.